# Pelle Svanslös (Fernsehserie, 1997)
Pelle Svanslös ist ein schwedischer Fernsehadventskalender aus dem Jahr 1997. Die Fernsehserie wurde täglich vom 1. bis 24. Dezember 1997 auf Sveriges Television ausgestrahlt und basiert auf der Petter Schwanzlos Buchreihe von Gösta Knutsson.

## Handlung
Pelle ist ein Kater, dessen Schwanz von einer Ratte abgebissen wurde. Eines Tages trifft Pelle auf eine Katzenbande in Uppsala, der er sich anschließt. Von den anderen Katzen wird Pelle sehr gemocht, was den Kater Måns verärgert. Daher versucht dieser Pelle auf die schiefe Bahn zu bringen und gleichzeitig das Herz der Katze Gullan från Arkadien zu gewinnen. Währenddessen verliebt sich Pelle in die Katze Maja Gräddnos.
Weihnachten steht vor der Tür und Pelle hofft seinem Schwarm Maja ein ganz besonderes Weihnachtsgeschenk übergeben zu können. Außerdem möchte er mit den anderen Katzen ein schönes Weihnachtsfest planen. Als die Katze Frida schließlich meint, den Schlitten des Weihnachtsmanns im Slottspark gesehen zu haben, wollen die Katzen dem auf den Grund gehen.

## Hintergrund
Die Serie basiert auf der Petter Schwanzlos Buchreihe von Gösta Knutsson. Sie wurde 1997 als Fernsehadventskalender ausgestrahlt. 
Gedreht wurde die Serie im winterlichen Uppsala. Die Serie wurde als Realfilm mit Darstellern in Kostümen gedreht. Einige der Figuren hatten mechanische Schwänze, die sie bewegen konnten. Die Serie war sehr erfolgreich, sodass im Jahr 2000 mit dem Film Pelle Svanslös och den stora skattjakten eine Fortsetzung in die schwedischen Kinos kam.

## Besetzung
- Björn Kjellman – Pelle Svanslös
- Cecilia Ljung – Maja Gräddnos
- Christer Fant – Måns
- Leif Andrée – Bill
- Göran Thorell – Bull
- Brasse Brännström – Trisse
- Suzanne Ernrup – Gullan von Arkadien
- Jonas Uddenmyr – Murre von Skogstibble
- Lena-Pia Bernhardsson – Maja Gräddnos Mutter
- Anna Norberg – Frida
- Lakke Magnusson – Fritz
- Jonathan Dehnisch – Fridolf
- Julia Dehnisch – Fridolfina
- Peter Harryson – Pettersson
- Ulla Akselson – Gammel-Maja
- Björn Granath – Konrad
- Henry Bronett – Max der Dachshund
- Katarina Ewerlöf – Mirjam

## Kritik
Die schwedische Zeitschrift MovieZine bezeichnet Pelle Svanslös als einen der zehn besten Fernsehadventskalender. Es sei ein Fernsehadventskalender voller Liebe und weihnachtlicher Gemütlichkeit.
Peter Thunborg von der Zeitung Expressen lobte das Ensemble. Es sei brillant, bis hin zur kleinsten Nebenrolle.